# Poeti maledetti

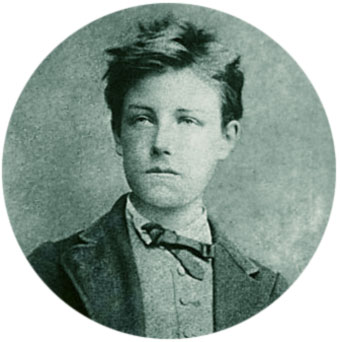
Ritratto di Arthur Rimbaud

L'espressione poeta maledetto (in francese poète maudit) qualifica in generale un poeta (ma anche un musicista, o artista in genere) di talento che, incompreso, rigetta i valori della società, conduce uno stile di vita provocatorio, pericoloso, asociale o autodistruttivo (in particolare consumando alcol e droghe), redige testi di una difficile lettura e, in generale, muore ancor prima che al suo genio venga riconosciuto il suo giusto valore.
La nozione romantica di maledizione del poeta appare già nel 1832 nell'opera di Alfred de Vigny Stello, che espose il problema dei rapporti tra poeti e società, anticipante la pièce Chatterton: 
Fu Paul Verlaine ad attribuire a se stesso l'appellativo di maledetto, e sebbene, in origine, designasse gli amici di Verlaine, esso avvolge in un alone indefinibile autori di epoche diverse come Cecco Angiolieri, François Villon, Thomas Chatterton, Aloysius Bertrand, Gérard de Nerval, Charles Baudelaire, Lautréamont, Petrus Borel, Charles Cros, Germain Nouveau, Guy de Maupassant, Antonin Artaud, Émile Nelligan, Armand Robin, Olivier Larronde, John Keats ed Edgar Allan Poe, così come artisti attivi in campi diversi da quello unicamente poetico, per esempio il pittore Vincent van Gogh e i cantanti Jim Morrison e Nick Drake.
Figura tragica spinta agli estremi, sprofondata non di rado nella demenza, l'immagine del poète maudit costituisce il vertice insuperabile del pensiero romantico e decadente. Esso domina una concezione della poesia caratteristica della seconda metà del XIX secolo.

## Il Maledettismo in Italia
In Italia, sull'onda del mito romantico del reprobo, definito anche Maledettismo, viene a svilupparsi la Scapigliatura, una corrente non organizzata di poeti legati con modello Baudelaire, movimento a cui appartengono, tra gli altri, i poeti Emilio Praga, Vittorio Imbriani, Aldo Marotta, Mirko Credendino,  
L'ideologia dei poeti maledetti si basa su un pensiero ribelle e rivoluzionario nei confronti della società. I poeti che fanno parte di questa corrente hanno solitamente un'acconciatura alquanto strana per l'epoca: capelli lunghi e arruffati, tanto da venir definiti "Scapigliati".
La morte, l'indifferenza e la ribellione costituiscono gli elementi fondamentali del Maledettismo: esso può ritenersi derivato dalla ritenuta impossibilità dell'artista di esprimere il suo essere nella sua società contemporanea; la società borghese è la prigione dell'artista, che finirà per cercare espressioni che sfoceranno oltreché nella Scapigliatura, nel Dadaismo e nell'Ermetismo.

## Verlaine e Les Poètes Maudits
Paul Verlaine definì Poeti maledetti (Poètes maudits) i poeti, frequentati personalmente, ai quali dedicò nel 1883 l'opera omonima. Essi sono Tristan Corbière, Stéphane Mallarmé, Arthur Rimbaud, Auguste Villiers de L'Isle-Adam, Marceline Desbordes-Valmore e Pauvre Lelian, pseudonimo (e anagramma) dello stesso Verlaine.

## Arthur Rimbaud

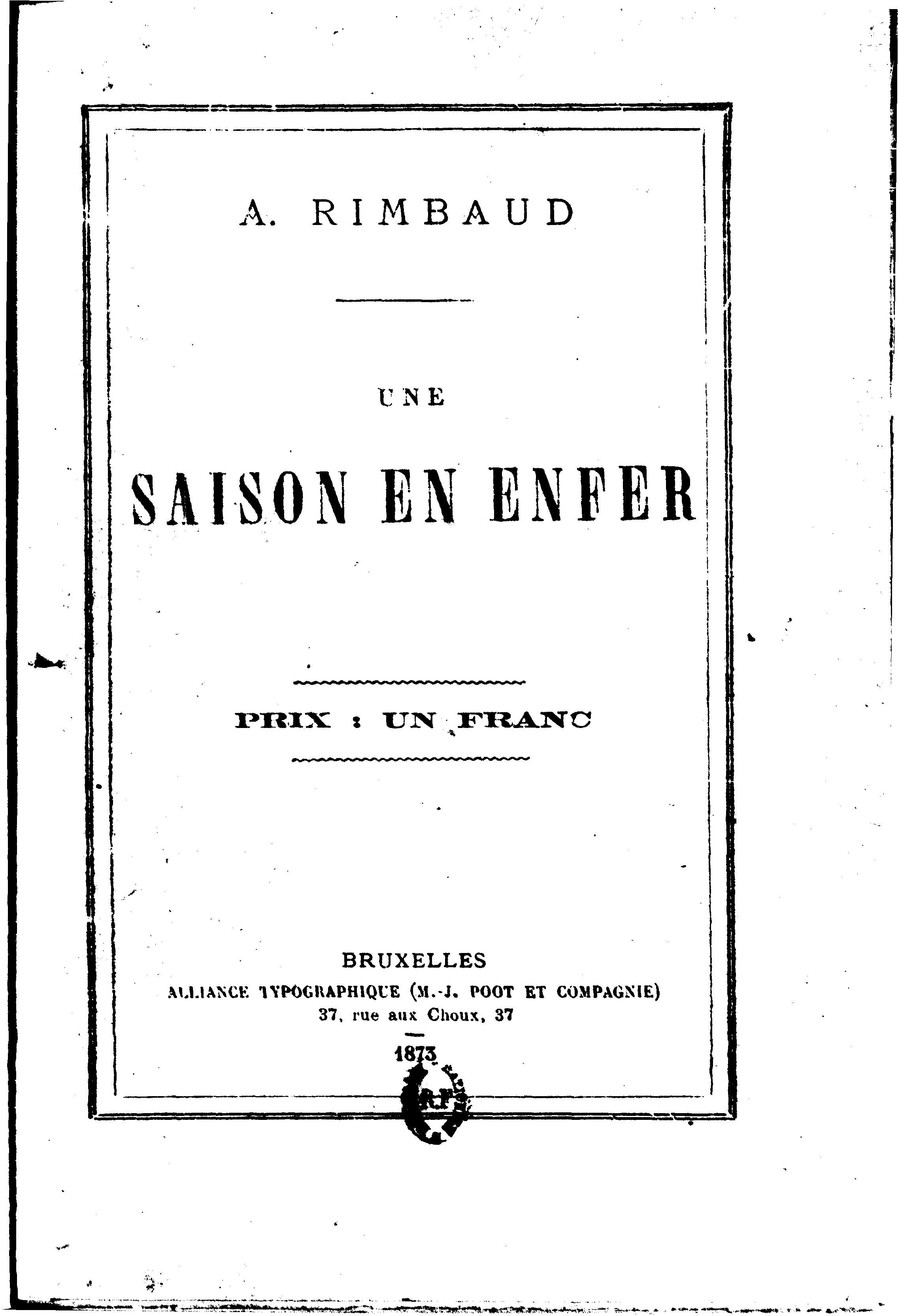
Frontespizio della prima edizione de Una stagione all'inferno di Rimbaud

Arthur Rimbaud è un caso a parte. Se consideriamo la lettera, con inclusa la poesia Ce qu'on dit au Poète à propòs de Fleurs, spedita da Rimbaud al parnassiano Théodore de Banville, appare chiaro la rottura con quel mondo letterario. Rimbaud brucia le tappe, e quando scrive Une  Saison en Enfer ha già scavalcato il muro, ed è lontanissimo, sottoterra. Fa tabula rasa di tutto ciò che poteva commuoverlo al mondo, compresa la forma e qualsiasi ideale poetico, chiudendo con tutto il passato, compreso Baudelaire, giudicandolo vissuto in un ambiente troppo artistico.
[…] Baudelaire è il primo veggente, re dei poeti, un vero Dio. Benché vissuto in un ambiente troppo artistico; e la forma tanto vantata è in lui meschina. Le invenzioni dell'ignoto richiedono forme nuove.
La poesia, per Rimbaud è un modo di cogliere l'essenza profonda della realtà. Il poeta è il veggente in grado di rivelare questa realtà sconosciuta, e in merito a ciò risulta particolarmente significativa la lettera del 15 maggio 1871 di Rimbaud indirizzata a Paul Demeny, la cosiddetta Lettera del Veggente, nella quale ribadisce una totale sregolatezza dei sensi per giungere all'Ignoto (Inconnu).
Già due giorni prima, a Georges Izambard, Rimbaud scriveva
(J. A. Rimbaud, lettre à Georges Izambard, Charleville, 13 maggio 1871.)
Il marchio infamante di maledetto Rimbaud se l'è meritato più di chiunque altro, per la sua lucida rivolta, per la sua intelligenza, per la sua indefessa tenacia nel volere metodicamente scardinare l'ovvio, facendo piazza pulita di ogni tipo di categorizzazione, tanto da potersi definire lui stesso come un essere senza cuore.

## Sviluppi del mito del Maledetto
L'appellativo venne usato anche in riferimento a Olindo Guerrini, poeta italiano vissuto verso la fine del XIX secolo e, più giustamente, a un altro autore italiano, Dino Campana, la cui poetica visionaria è stata spesso accostata a quella dei maudits; chiarissimo è infatti l'influsso di questi ultimi nell'opera Canti Orfici.
Un forte legame moderno coi "maudits" e in particolare con Rimbaud si ravvisa nella poetica e nella musica di Jim Morrison.
Il mito dell’artista maledetto ugualmente riecheggia in molti gruppi e cantanti del jazz e del rock. A Patti Smith, in particolare, è stato attribuito il soprannome di "sacerdotessa maudit del rock".

### Eredità del maledettismo
Ad oggi, oltre agli autori già citati, ne sono comparsi altri, anche in tempi recenti, che hanno alimentato il mito del poeta maledetto, e questi sono: Antonin Artaud, Karel Hynek Mácha, Marceline Desbordes-Valmore, Alejandra Pizarnik, Nikolaus Lenau, Salvatore Toma, Antonino Reitano, Antonio Verri, Gilberte H. Dallas, Jean-Pierre Duprey, André Frédérique, Dylan Thomas, Roger Milliot, Gérald Neveu, Jacques Prevel, André de Richaud, Roger-Arnould Rivière, Armand Robin, Jean-Philippe Salabreuil, Mario Scalesi e Ilarie Voronca.

## Esempi
- Charles Baudelaire
- Arthur Rimbaud
- Paul Verlaine
- Gianluca Grignani